# Edward Heyman
Edward Heyman, född 14 mars 1907 i New York, död 16 oktober 1981 i Jalisco, Mexiko, var en amerikansk musiker och textförfattare. Han studerade vid University of Michigan där han hade en tidig start på sin karriär då han komponerade skol-musikaler. Efter sin examen från högskolan flyttade Heyman tillbaka till New York City där han började arbeta med ett antal erfarna musiker som Victor Young ("When I Fall in Love"), Dana Suesse ("You Oughta be in Pictures") och Johnny Green ("Body and Soul", "Out of Nowhere", "I Cover the Waterfront" och "Easy Come, Easy Go").
1939-1954 bidrog Heyman med sånger till olika långfilmer inklusive Flickan från Paris, Lilla hjärtetjuven och Banditen som kysstes.
Heymans mest framgångsrika komposition är utan tvekan "Body and Soul", skriven 1930. Många gånger tolkad (1939 av Coleman Hawkins och sedan dess flera andra artister), tillika ofta förekommande i filmer (exempelvis Catch Me If You Can, 2002). Heyman komponerade dessutom låtar som "Through the Years", "For Sentimental Reasons", "Blame It On My Youth", "Love Letters", "Blue Star", "The Wonder of You", "Boo-Hoo", "Bluebird of Happiness" och "You're Mine, You". 
Heyman har samarbetat artister och låtskrivare som Morton Gould, Nacio Herb Brown, Rudolf Friml, Al Sherman, Abner Silver, Vincent Youmans, John Jacob Loeb och Carmen Lombardo, Sandor Harmati och Harry Parr Davies, Oscar Levant, Sigmund Romberg, Arthur Schwartz och Ray Henderson.